# ARS Altmann

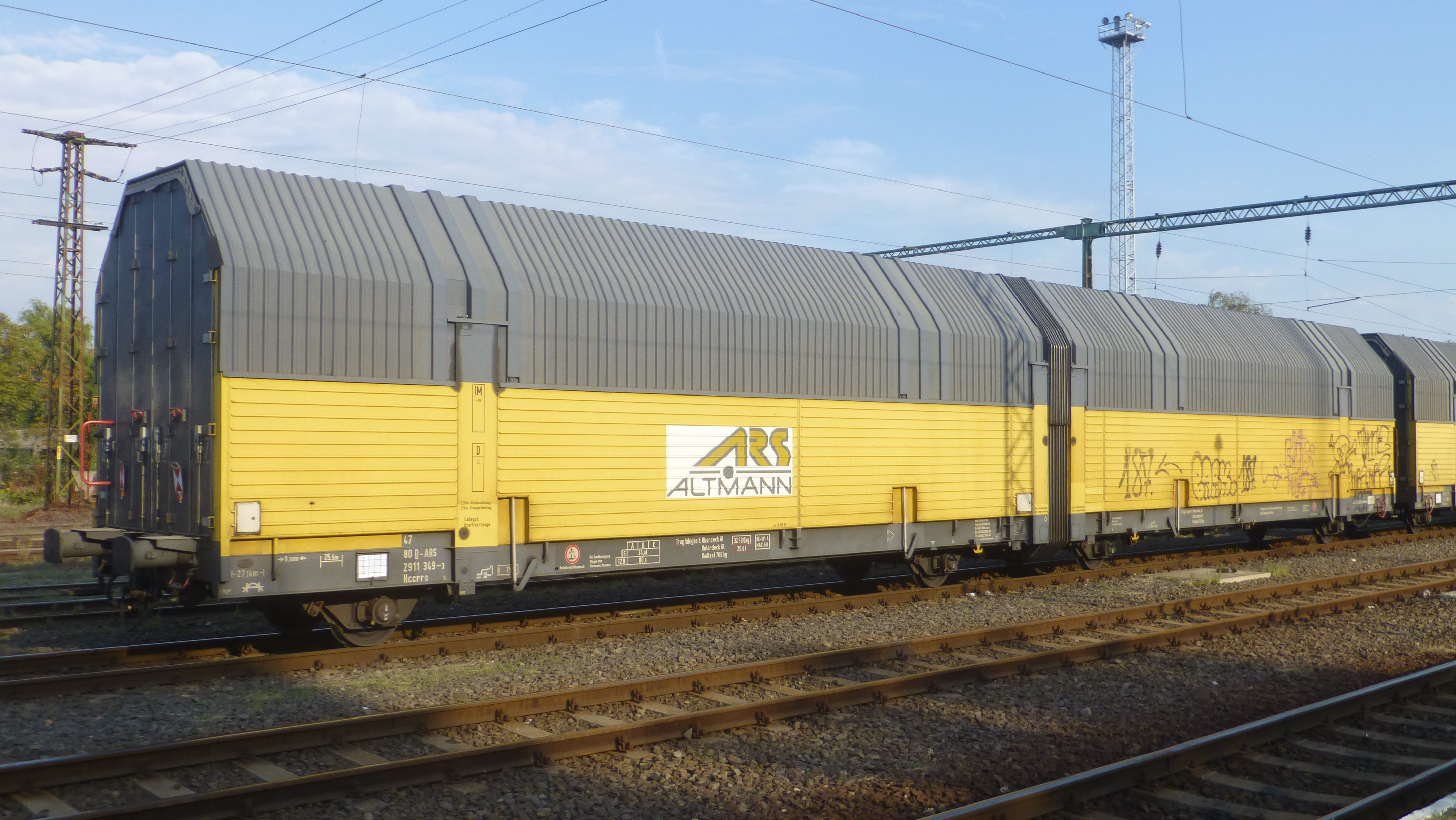
Geschlossener Doppelstock-Waggon vom Typ Hccrrs

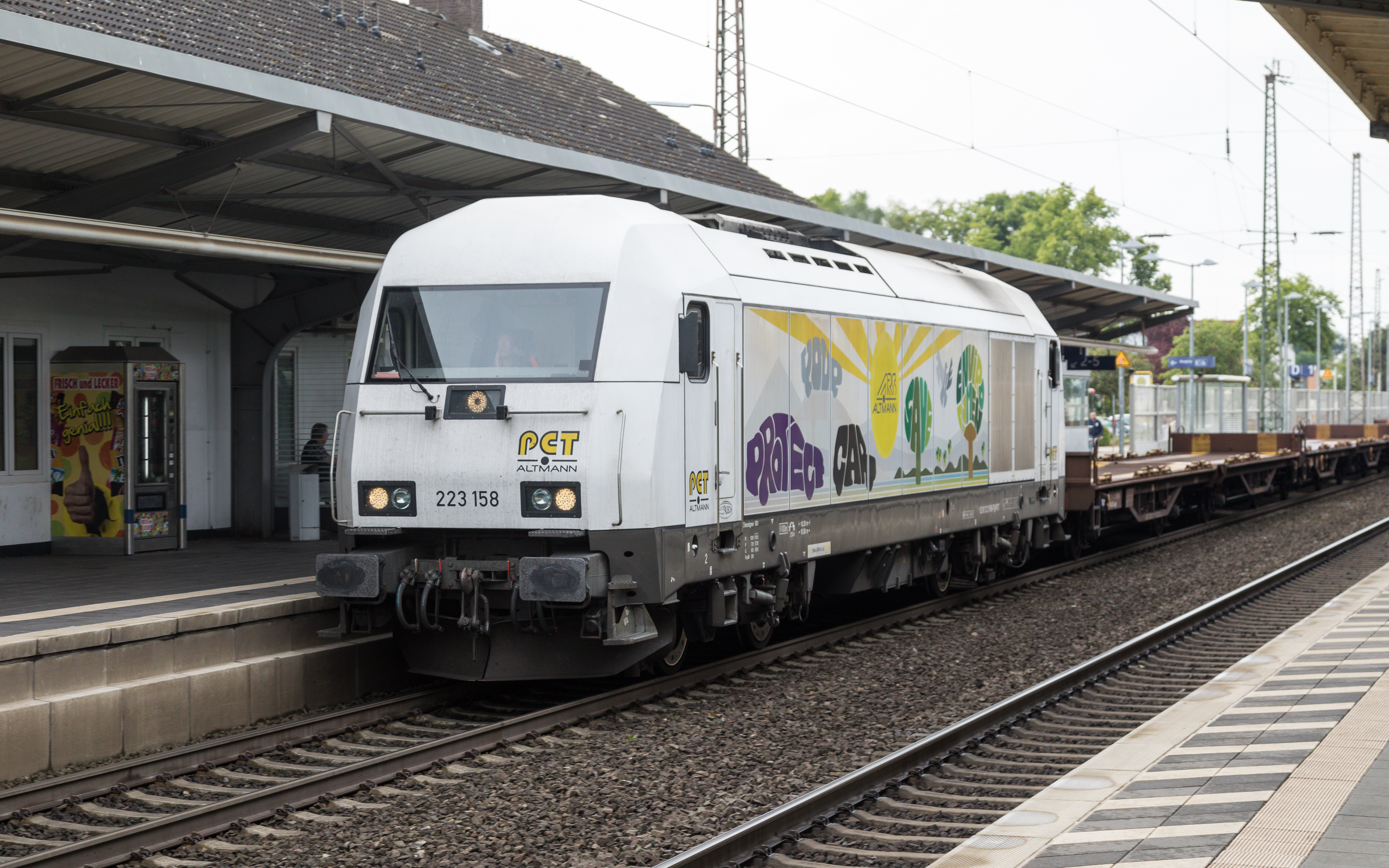
PCT Altmann 223 158 / Siemens ER20

Die ARS Altmann AG ist ein europaweit agierendes Dienstleistungsunternehmen der Automobillogistik. Das 1975 gegründete Speditions- und Logistikunternehmen hat seinen Sitz im bayerischen Wolnzach und betreibt 23 nationale und internationale Logistikzentren auf einer Gesamtfläche von über 5 Mio. m².  Das Unternehmen betreibt Standorte in Deutschland, Italien, Polen, Tschechien und Rumänien. Die ARS Altmann AG beschäftigt ca. 1.000 Mitarbeiter und transportiert unter anderem mit 850 Spezial-LKW und einer Schienenflotte von über 4.000 speziell für den Fahrzeugtransport konzipierten Eisenbahnwaggons Fahrzeuge für gewerbliche Kunden, u. a. Hersteller, Händler, Flottenbetreiber und Mobilitätsdienstleister. An den Stützpunkten werden zudem verschiedene Serviceleistungen um das Automobil, wie etwa PDI und Smart Repair, angeboten.
Das Bayerische Staatsministerium für Wirtschaft, Infrastruktur, Verkehr und Technologie verlieh der ARS Altmann AG in den Jahren 2002, 2003 und 2005 die Auszeichnung Bayerns Best 50, die jährlich an die jeweils 50 wachstumsstärksten Unternehmen in Bayern vergeben wird.
Das Unternehmen besaß mit der PCT Private Car Train GmbH ein eigenes Eisenbahnverkehrsunternehmen, das seine Tätigkeit 2008 aufnahm. Die Tätigkeit startete mit regionalen Werksrangierdiensten und wurde auf nationalen Fernverkehr erweitert. Ab 2012 erfolgte mit dem Kauf von 5 Lokomotiven Siemens ER20 Eurorunner ein weiterer Ausbau des Geschäfts. Am 4. März 2016 wurde der Verkauf der PCT an die ÖBB unterzeichnet, seit April firmiert sie als Teil der Rail Cargo Group unter Rail Cargo Carrier – PCT (heute: Rail Cargo Carrier - Germany).